# Alisotrichia tenuivirga
Alisotrichia tenuivirga är en nattsländeart som beskrevs av Lazar Botosaneanu 1998. Alisotrichia tenuivirga ingår i släktet Alisotrichia och familjen smånattsländor. Inga underarter finns listade i Catalogue of Life.